# Kinga Choszcz
Kinga Choszcz, meglio conosciuta come Kinga Freespirit (Polonia, 10 aprile 1973 – Accra, 9 giugno 2006), è stata una scrittrice e viaggiatrice polacca.

## Biografia
Il suo primo viaggio da sola la portò via terra verso l'India ed il Nepal. In seguito incontrò il suo compagno, Radosław Siuda detto "Chopin". Insieme, per cinque anni, i due hanno girato il mondo in autostop. Dopo aver pubblicato il libro "Led by Destiny", Kinga seguì il desiderio del suo cuore e sì recò in Africa. Otto mesi più tardi morì in Ghana dopo aver contratto la malaria.

## Viaggi
Nel 1998 Kinga e Chopin iniziarono un giro per il mondo in autostop, volando in America. Ritornarono a casa dopo cinque anni di viaggio tra Sudamerica, Nordamerica, Australia e Asia, contando solo sulla gentilezza e l'ospitalità delle persone incontrate. Choszscz pubblicò i suoi scritti di viaggio e le storie tratte dal loro sito web in un libro inizialmente pubblicato in polacco, poi tradotto in inglese con il titolo "Led by Destiny". Trattando esperienze di autostop (un aereo in Alaska, uno yacht dalla Nuova Zelanda alle Isole Vanuatu o un trattore in Tibet) e di vita quotidiana passata nelle case con la gente comune, questo libro è prima di tutto un resoconto di come sia possibile trovare animi gentili in giro per il mondo.
Appena pubblicato il libro, Kinga girò per l'Europa prendendo parte a vari meetings di viaggiatori, tenendo discorsi e vendendo la sua opera.
Alla fine del 2005 si lanciò in un viaggio in autostop attraverso l'Africa. E questa volta partì da sola. Molte persone seguirono le sue avventure dal suo sito appositamente creato per questo viaggio. Per esempio, il 12 maggio 2006, scrisse:
Questi aneddoti riflettono la sua profonda convinzione del mondo inteso non come un luogo ostile ma come un luogo abitato da persone in essenza buone.
Agli inizi di giugno 2006 sul suo sito web venne pubblicata una nota dal suo compagno Chopin: Kinga aveva contratto la malaria cerebrale ed era ricoverata in coma presso l'ospedale militare di Accra, in Ghana. Morì cinque giorni dopo, il 9 giugno 2006, all'età di 33 anni.